# Tibro (gemeente)
Tibro is een Zweedse gemeente in Västergötland. De gemeente behoort tot de provincie Västra Götalands län. Ze heeft een totale oppervlakte van 235,5 km² en telde 10.581 inwoners in 2005.

## Plaatsen in de gemeente
- Tibro (plaats)
- Fagersanna